# 国際SIL
国際SIL（こくさいえすあいえる、SILインターナショナルとも訳される）は、非営利のキリスト教信仰に基づく少数言語のための組織で、その主たる目的は、言語知識を広げ、世界の識字能力を促進し、少数言語の発展を援助する目的のために、あまり知られていない言語の研究、開発、記録を行うことである。エスノローグ（Ethnologue.com, 下記リンク）を運営し、言語研究資源を提供している。国際SILのメンバーは原則的に国際SILの姉妹団体であるウィクリフ聖書翻訳協会のメンバーでもあり、国際SILの学術活動の中に聖書翻訳が大きな位置を占めている。
国際的な本部は、米国テキサス州ダラスにある。

## 歴史
国際SILは、1934年にはじまった夏期言語講座（Summer Institute of Linguistics：SILは元はこの頭文字である）という、宣教師の習熟のためのアーカンソー州で行われた小さな夏期講習会に由来する。宣教師たちはのちに基本的な言語学的、人類学的原則に基づくウィクリフ聖書翻訳協会の翻訳者となった。創立者はグアテマラ宣教師のウィリアム・キャメロン・タウンゼント（1896年–1982年）である。
最初の夏期講習会の学生のひとりは、ケネス・パイク（1912年–2000年）である。彼はSILの歴史上の最重要人物である。彼はSILの会長の職に1942年から1979年まであり、その後2000年に没するまで名誉会長を務めた。パイク博士は、1982年から1996年の間、15年間連続してノーベル平和賞に推薦されていた。

## 国際的な評価と批判
SILは、公式の諮問地位をユネスコ、国際連合と持っている。また、多くの国においてNGOとしての地位を持っている。SILは米国のテキサス大学アーリントン校、オレゴン大学、カナダのトリニティーウェスタン大学、オーストラリアのノーザンテリトリー大学など複数の国の高等教育機関に対して、言語学上のプログラムのための教員と教材を提供している。
一方、調査地における独善的介入が多様な問題を引き起こしており、「原理主義プロテスタント」とみなす見方もある。また、あくまで各言語版の聖書を製作する過程での副次的行為である事を指摘する者もいる。
- 米国
  - バイオラ大学
  - ムーディー聖書協会
  - ホートンカレッジ
  - ノースダコタ大学
  - ノースウェストキリスト教大学
  - ブライアンカレッジ
  - テキサス大学アーリントン校
  - オレゴン大学
  - ダラス神学校
- カナダ
  - トリニティーウェスタン大学
- オーストラリア
  - ノーザンテリトリー大学

## SILコード
SILコードは、言語に割り当てた3文字のコードである。2000年に発行された第14版には、7148の言語にコードが付されていたが、全般的にISO 639-2のコードとは一致していなかった。2005年に発行された第15版には、7299の言語にコードが付された。2007年にはISO 639-3としてISO標準に登録され、2009年の第16版からはISO 639-3としてコードが付けられている。下記リンクから全リストをダウンロードすることができる。

### コードの例
- JPN - 日本語
- AIN - アイヌ語
- AMS - 琉球語南奄美大島方言
- KZG - 琉球語喜界島方言
- RYN - 琉球語北奄美大島方言
- TKN - 琉球語徳之島方言
- OKN - 琉球語沖永良部島方言
- RYU - 琉球語沖縄島中央方言
- XUG - 琉球語国頭方言
- YOX - 琉球語与論島方言
- MVI - 琉球語宮古諸島方言
- RYS - 琉球語八重山諸島方言
- YOI - 琉球語与那国島方言
- JSL - 日本手話
- ENG - 英語